# Misso
Misso è un comune rurale dell'Estonia meridionale, nella contea di Võrumaa.
Il centro amministrativo è l'omonimo borgo (in estone: alevik).

## Località
Oltre al capoluogo il comune comprende 54 località (in estone: küla) e 1 borgo

### Borghi
Misso

### Villaggi
Häärmäni - Hindsa - Hino - Horosuu - Hürsi - Käbli - Kärinä - Kaubi - Kimalasõ - Kiviora - Koorla - Korgõssaarõ - Kossa - Kriiva - Kundsa - Kurõ - Laisi - Leimani - Lütä - Määsi - Mauri - Missokülä - Mokra - Möldre - Muraski - Napi - Pältre - Parmu - Pedejä - Põnni - Põrstõ - Pruntova - Pulli - Pupli - Rammuka - Rebäse - Ritsiko - Saagri - Saagrimäe - Saika - Sakudi - Sandi - Sapi - Savimäe - Savioja - Siksälä - Suurõsuu - Tiastõ - Tiilige - Tika - Toodsi - Tserebi - Tsiistre - Väiko-Tiilige